# Stagecoach Inn (Salado, Texas)
Construido a partir de 1852, se cree que Stagecoach Inn of Salado, Texas, es la estructura existente más antigua del pueblo. Fue construido como una parada de diligencias a lo largo del Chisholm Trail . El sencillo edificio de estructura de madera de dos pisos tiene un estilo vernáculo fronterizo.  Se amplió varias veces en las décadas de 1940 y 1950 para servir como restaurante. Fue incluida en el Registro Nacional de Lugares Históricos en 1983. 

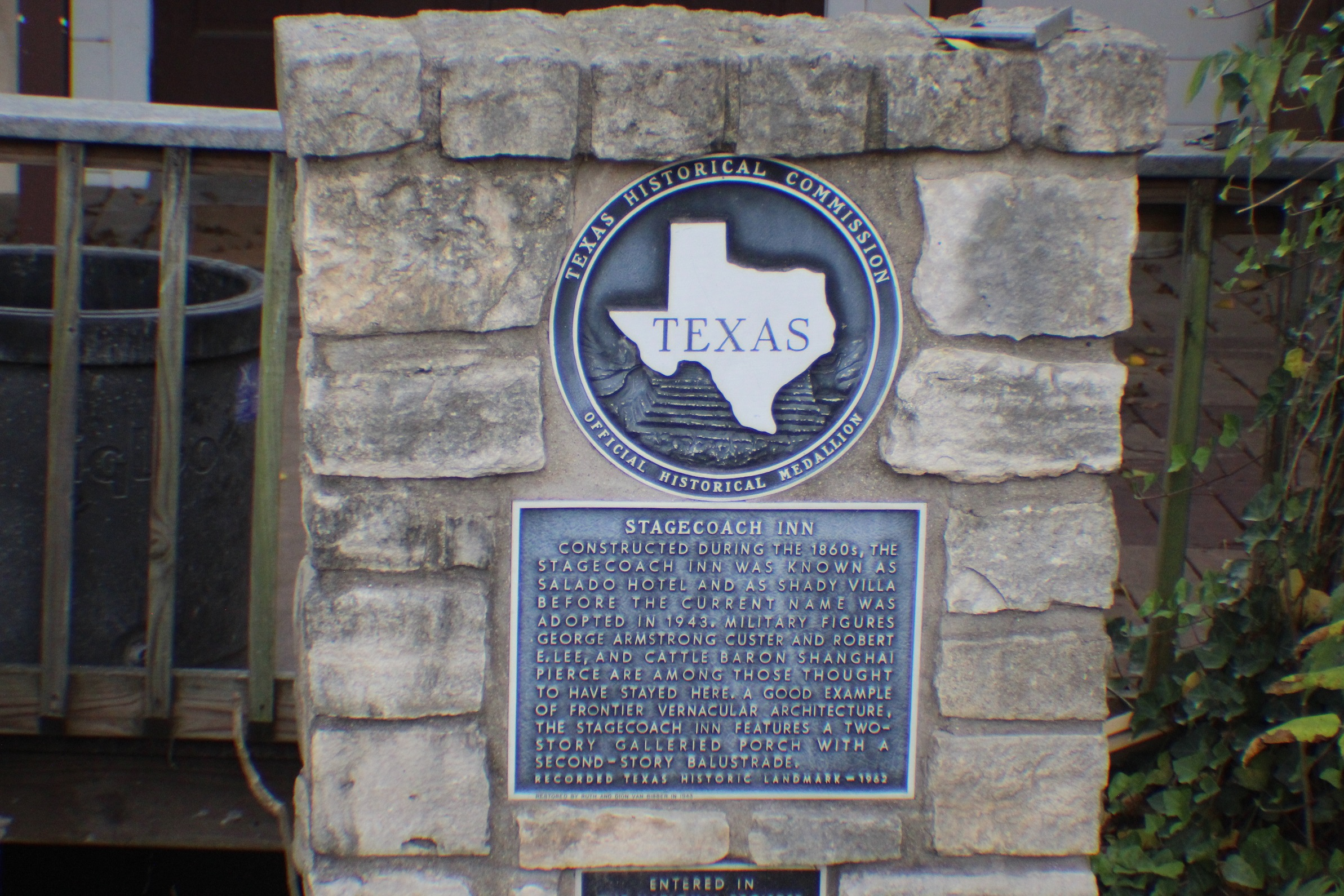
Hito histórico de Stagecoach Inn Texas

El cercano Salado Creek fue designado monumento natural en Texas en 1867.